# Віхоть

Віхоть з тканини

Ві́хоть (прасл. *věxъtь < *věxa — «тичка», «віха», «гілка»; звідси й ест. viht — «віник») — жмут соломи, сіна або клоччя, шматок старої тканини для миття і чищення чого-небудь. Зменшувальна форма — «віхтик». З огляду на етимологію слова, припускають, що віхтем первісно слугувала рясна гілка дерева або стеблина бур'яну.
Використовується для знешкодження промащених відходів, миття посуду тощо. Старі ганчірки-віхті використовують також для мазання долівки, стін тощо глиною, крейдою.

## Мовні звороти
- У переносному сенсі «віхтем» називають слабовільну, безхарактерну людину
- Кинути віхоть — завдати кому-небудь лиха, неприємності
- Упав віхоть — трапилось нещастя